# Cederbach
Der Cederbach ist ein rechter Nebenfluss der Karthane. Er erstreckt sich im Brandenburger Landkreis Prignitz.

## Verlauf
Mehrere Quellen im Groß Pankower Ortsteil Groß Woltersdorf speisen den Cederbach, der auch durch den Ort fließt. Im weiteren Verlauf in südwestlicher Richtung münden von beiden Seiten unbenannte Gräben in den Bach.
Der Cederbach gelangt dann in die Gemeinde Plattenburg. Hier durchströmt er als nächste Ortschaften Garz, wo er die Bundesstraße 107 unterquert, und Hoppenrade. Der Cederbach ist Teil des als Gartendenkmal geschützten Landschaftsparks Hoppenrade. Hier durchfließt er den aufgestauten Schwanenteich. Nachdem Viesecke passiert und die Bundesstraße 5 unterquert wurde, mündet bei Groß Werzin von rechts der Gansbekgraben.
Daraufhin erreicht der Cederbach die Grenze zwischen Plattenburg und Bad Wilsnack. Er knickt hier in ostsüdöstlicher Richtung ab und folgt dem Grenzverlauf. Dabei zieht er im Uhrzeigersinn einen Halbkreis um den Wilsnacker Ortsteil Grube. Von links münden mehrere Gräben, darunter Prignitzer Landwehrgraben und Schrepkowgraben. Südlich von Grube setzt der Cederbach seinen Weg in westlicher Richtung fort, bis er von rechts in die Karthane mündet.